# إيمرسون (لاعب كرة قدم برازيلي)
إيمرسون (16 أغسطس 1980 بجوينفيل في البرازيل - ) هو لاعب كرة قدم برازيلي في مركز قلب الدفاع. لعب مع نادي بادوفا ونادي بالميراس ونادي تارانتو 1927 ونادي جوينفيل ونادي ريجينا ونادي لوميتساني ونادي ليفورنو ونادي كاشياس دو سول وASD Atletico Elmas ‏ وUSD Nuorese Calcio 1930 ‏ وCaxias Futebol Clube ‏.

## وصلات خارجية
- إيمرسون (لاعب كرة قدم برازيلي) على موقع قاعدة بيانات كرة القدم.إي يو (الإنجليزية)
- إيمرسون (لاعب كرة قدم برازيلي) على موقع Soccerway.com (الإنجليزية)
- إيمرسون (لاعب كرة قدم برازيلي) على موقع عالم كرة القدم.نت (الإنجليزية)
- إيمرسون (لاعب كرة قدم برازيلي) على موقع AS.com (الإسبانية)